# Krokonsäure
Krokonsäure ist eine organische chemische Verbindung aus der Gruppe der Oxokohlenstoffe.

## Gewinnung und Darstellung
Leopold Gmelin beschrieb in einer Arbeit von 1825 eine safrangelbe, saure Substanz, die er bei der Darstellung von Kalium nach einem Verfahren von Carl Emanuel Brunner durch Glühen von Pottasche mit Holzkohle beobachtet hatte und die er Krokonsäure nannte. Dabei beobachtete er, wie bereits Friedrich Wöhler und Jöns Jakob Berzelius vor ihm, die Bildung einer dunkelgrauen, zähen Masse. Aus dieser erhielt er durch Reinigen orange nadelförmige Kristalle eines unbekannten Kaliumsalzes, das er wegen seiner gelben Farbe „krokonsaures Kali“ nannte, abgeleitet vom griechischen Wort χροχον für Safran und Eigelb. Gmelin erhielt dann aus der heute Kaliumkrokonat genannten Verbindung durch Umsetzung mit wasserfreiem Alkohol und Schwefelsäure die Krokonsäure. 1843 stellte er für das krokonsaure Kalium die richtige Summenformel K2(CO)5 auf. Aber erst Rudolf Nietzki konnte die cyclische und chinoide Form der Krokonsäure ermitteln. Damit ist die Krokonsäure die erste synthetisierte cyclische Carbonylverbindung, die aus rein anorganischen Ausgangsprodukten gewonnen wurde.

## Eigenschaften
Krokonsäure ist ein dunkelgelber ferroelektrischer Feststoff, der löslich in Wasser und Ethanol ist. Die Verbindung wird durch Sauerstoff an Licht in sauren Medien zu Oxalsäure und Mesoxalsäure oxidiert. Sie ist eine starke Säure und ist sensibel gegenüber Sonnenlicht. Im festen Zustand weist Croconsäure eine besondere Struktur auf, die aus Streifen besteht, wobei jede „Seite“ des Streifens ein planarer Ring von vier Molekülen ist, die durch Wasserstoffbrücken zusammengehalten werden. In wässriger Lösung liegt sie in einer anderen Struktur vor. Er besitzt eine orthorhombische Kristallstruktur mit der Raumgruppe Pca21 (Raumgruppen-Nr. 29).

## Verwendung
Krokonsäure wird zur Herstellung von 1,3-Bis-(2-dimethylamino-5-thienyl)croconin durch Reaktion mit Dimethylthiophen-2-yl-amin verwendet. Es wird auch in der organischen Synthese und als Farbstoff für biologische Forschungszwecke eingesetzt. Darüber hinaus ist es an der Herstellung von Ethern wie Dimethylcroconat beteiligt. Es wirkt als Ligand und bildet Koordinationskomplexe mit Metallen wie Barium, Kupfer, Silber und Blei. Eine Hochdruckvariante der Verbindung wird als möglicher Sprengstoff untersucht.